# اندیهون
اندیهون (به فرانسوی: Andiran) یک کمون در فرانسه است که در canton of Nérac واقع شده‌است. اندیهون ۹٫۸۹ کیلومتر مربع مساحت دارد ۱۰۴ متر بالاتر از سطح دریا واقع شده‌است.